# Петнаеста влада Николе Пашића
Петнаеста влада Николе Пашића је била влада Краљевине Срба, Хрвата и Словенаца која је владала од 24. децембра 1921. до 16. децембра 1922. године.

## Меморандум Хрватског блока поводом конференције у Ђенови
На пролеће 1922. године, на иницијативу Енглеске, представници Француске, Италије, Белгије и Енглеске састали су се на међународној конференцији у Ђенови како би се „осигурао мир у свету“ и решили актуелни светскополитички проблеми. Учествовали су чак и представници Совјетског Савеза. Сазив Ђеновљанске конференције дао је повода Стјепану Радићу да поради на томе да и Хрватска присуствује конференцији и на њој истакне хрватско питање. Хрватски блок искористио је конференцију у Ђенови како би хрватском питању дало светскополитички карактер. Вођство Хрватског блока упутило је меморандум конференцији. Меморандум је објављен и у београдском дневнику „Политика“. Хрватски блок се меморандумом обратио иностранству за помоћ против централизма Краљевине СХС. Централистички државни врх оптуживао је Хрватски блок да се обраћањем међународној конференцији тежи да се уведе страна интервенција у унутрашња питања Краљевине СХС. Италијанска влада одмах је показала склоност ка покретању акције против Краљевине СХС. Вођство Хрватског блока не признаје ни настанак Краљевине СХС већ за ту државу користи назив „међународно призната територија Срба, Хрвата и Словенаца“, настала уговором. О влади Краљевине Хрватски блок пише као о фашистичкој представници тадашњег режима у Београду. Пашићева влада одредила је за Ђеновљанску конференцију делегацију на челу са Момчилом Нинчићем, ни не помишљајући да испуни захтев Хрватског блока да у склопу делегације одреди посебно представништво Хрватске. Хрватски блок обратио се поводом тога меморандумом самој конференцији. Влада је одговорила оштрим репресалијама. Најпре је уследила уредба о „подели земље на области“ (1922).

## Чланови владе
| Функција                                                         | Слика                | Име и презиме          | Детаљи                   |
| ---------------------------------------------------------------- | -------------------- | ---------------------- | ------------------------ |
| Председник Министарског савета                                   |                      | Никола П. Пашић        |                          |
| Министар иностраних дела                                         |                      | Никола П. Пашић        | до 5.1.1922.             |
| Министар иностраних дела                                         | Момчило А. Нинчић    |                        |                          |
| Министар војске и морнарице                                      |                      | Миливоје Зечевић       | до 8.1.1922.             |
| Министар војске и морнарице                                      |                      | Милош Васић            | до 4.11.1922.            |
| Министар војске и морнарице                                      | Петар Пешић          |                        |                          |
| Министар унутрашњих дела                                         |                      | Војислав Д. Маринковић | до 30.7.1922.            |
| Министар унутрашњих дела                                         |                      | Коста Кумануди         | заступник, до 14.8.1922. |
| Министар унутрашњих дела                                         | Коста Л. Тимотијевић |                        |                          |
| Министар правде                                                  |                      | Лазар Марковић         |                          |
| Министар просвете                                                |                      | Светозар Прибићевић    |                          |
| Министар финансија                                               |                      | Коста Кумануди         |                          |
| Министар грађевина                                               |                      | Велимир Вукићевић      |                          |
| Министар трговине и индустрије                                   |                      | Мехмед Спахо           |                          |
| Министар трговине и индустрије                                   |                      | Осман Виловић          | од 3.3.1922.             |
| Министар пољопривреде и вода                                     |                      | Иван Пуцељ             |                          |
| Министар пошта и телеграфа                                       |                      | Жарко Миладиновић      |                          |
| Министар шума и рудника                                          |                      | Живојин Рафајловић     |                          |
| Министар социјалне политике                                      |                      | Грегор Жерјав          |                          |
| Министар социјалне политике                                      |                      | Иван Крстељ            | заступник од 3.6.1922.   |
| Министар социјалне политике                                      | Грегор Жерјав        |                        |                          |
| Министар народног здравља                                        |                      | Хамдија Карамехмедовић |                          |
| Министар народног здравља                                        |                      | Дервиш Омеровић        | од 3.3.1922.             |
| Министар вера                                                    |                      | Иван Крстељ            |                          |
| Министар припреме за Уставотворну скупштину и изједначење закона |                      | Марко Н. Трифковић     |                          |
| Министар аграрне реформе                                         |                      | Крста Љ. Милетић       |                          |
| Министар саобраћаја                                              |                      | Андра Станић           |                          |